# 栗野慎一郎

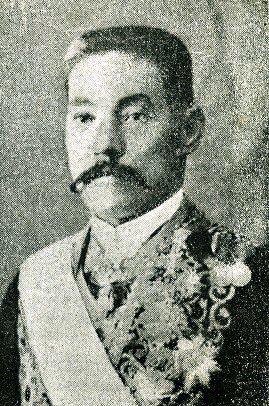
栗野慎一郎

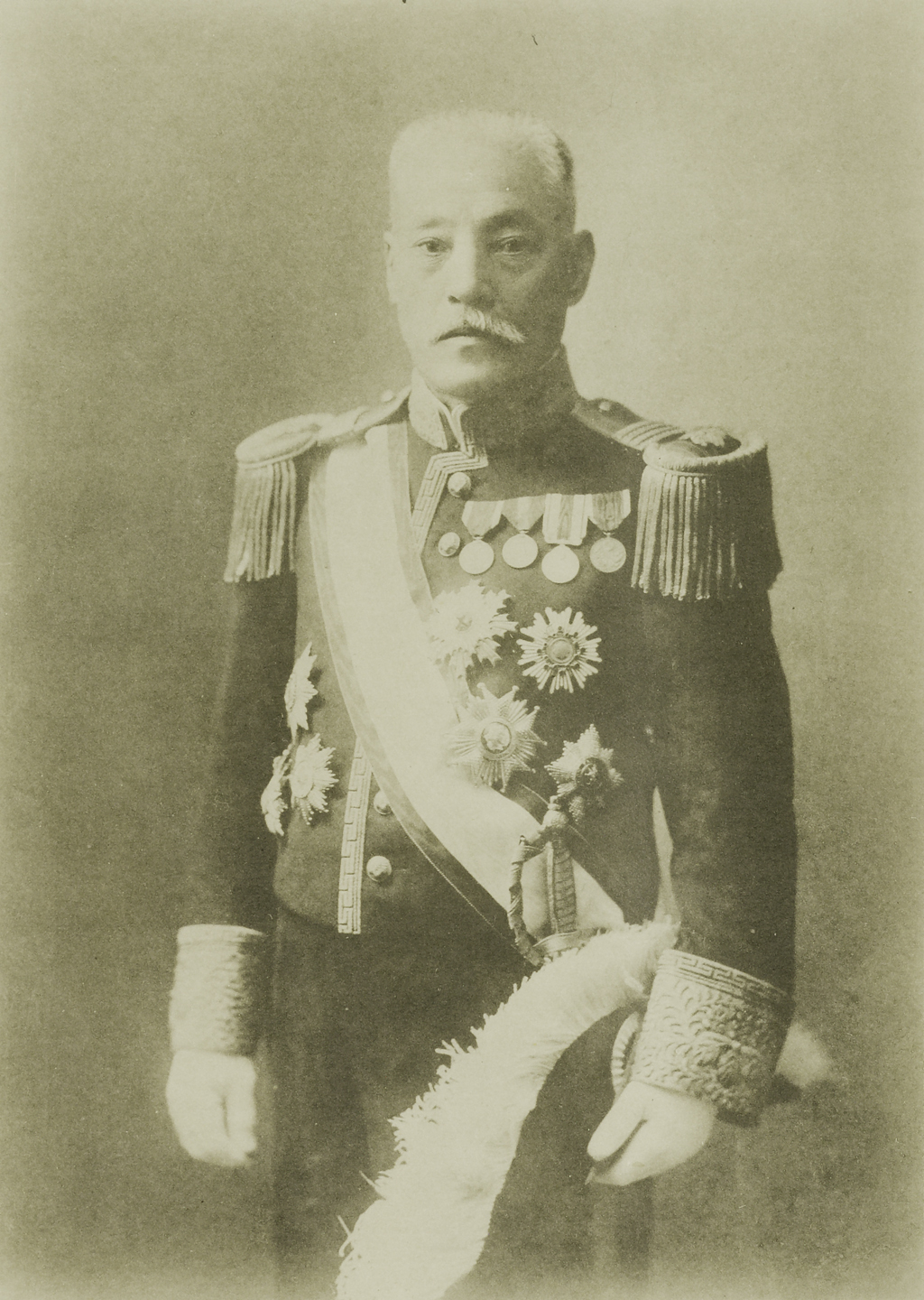
栗野慎一郎

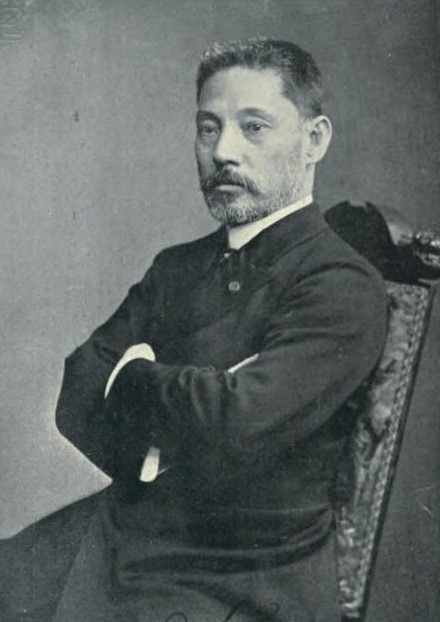
フランス大使時代

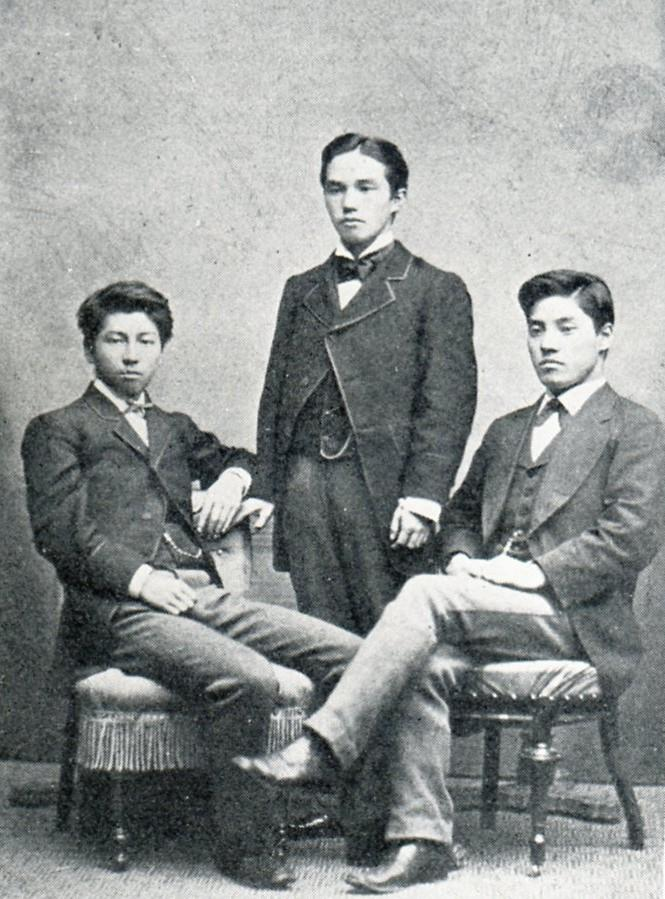
ハーバード大学在学中の栗野慎一郎（右）（親友の金子堅太郎（中央）、團琢磨（左）と）

栗野 慎一郎（くりの しんいちろう、嘉永4年11月17日（1851年12月9日） - 昭和12年（1937年）11月15日）は、明治・大正期の日本の外交官。初代駐フランス特命全権大使。

## 来歴・人物
福岡藩槍術師範・栗野小右衛門の長男として、現在の福岡市中央区に生まれる。幼名は慎。藩校修猷館に学んだ後、西新の瀧田紫城の塾「折中堂」に入門し漢学、国学、蘭学を学ぶ。
慶応元年（1865年）、福岡藩第11代藩主黒田長溥の命により藩費留学生に選ばれ、英語修得のため長崎の何礼之の英語塾に入塾し、同年入塾した陸奥宗光、高峰譲吉、山口尚芳、芳川顕正らと共に学んでいる。しかし、慶応3年（1867年）、ここで同藩士が起した英国水兵殺害事件に巻き込まれ、京都六角の獄に拘留される。明治2年（1869年）に釈放されるが、このことがもとで明治4年（1871年）に同郷の金子堅太郎・團琢磨が渡米した岩倉使節団随行の米国留学からは外された。
しかし、その後も東京で平賀義質のもとで英語修行に励み、明治8年（1875年）に再び藩費留学生に選ばれ米国に留学し、ハーバード大学に入学して法律を専攻する。ハーバード大学では、金子堅太郎や小村壽太郎と親交を結び、同じボストンにあるマサチューセッツ工科大学に学んでいた團琢磨とも親交を深めた。明治14年（1881年）、ハーバード大学を卒業して帰国し、同年12月に外務省に入省する。
外務省では、井上馨外務大臣の下で、明治15年（1882年）8月に権少書記官、明治18年（1885年）3月に条約改正掛、明治19年（1886年）3月に翻訳局次長などを務め、不平等条約の改正会議に備えたが、改正条約草案を巡って青木周蔵外務次官と衝突して外務省を退官。同年4月、榎本武揚逓信大臣の要望により逓信大臣秘書官に転任する。その後、逓信省で参事官や外信局長を歴任し、東京郵便電信学校を設立して初代校長に就任、郵便法や万国郵便電信規則を制定、明治23年（1890年）3月には、パリでの万国電信会議の日本代表を務めた。
明治24年（1891年）5月、榎本武揚が外務大臣に就任し、条約改正に意欲を燃やす榎本は、同年8月、栗野を新設された外務省政務局の初代局長に任命した。明治25年（1892年）9月まで取調局長も兼務している。明治27年（1894年）、陸奥宗光が外務大臣となると、同年7月、陸奥に駐米公使兼駐メキシコ公使に任命され渡米し、米国との条約改正交渉に務め、同年11月にはグレシャム国務長官との間で、日米改正新通商条約の調印を成し遂げる。その後、明治29年（1896年）4月、駐イタリア公使兼駐スペイン公使となり、明治30年（1897年）1月にスペインとの条約改正を成し遂げる。
明治30年（1897年）5月、駐フランス公使となり、駐在武官である同郷の明石元二郎と出会う。明治33年（1900年）には、パリ万国博覧会において、同郷の川上音二郎の公演を支援し大成功を収めている。明治34年（1901年）10月、桂太郎首相に説かれて駐ロシア公使となり、日露戦争開戦直前まで外交交渉に尽力した。このときの駐在武官も明石元二郎であった。明治37年（1904年）2月6日、小村壽太郎外務大臣の命によりロシア政府に宣戦布告文を提出し、ここに日露戦争が開戦した。なお、この宣戦布告文を起草したのは、修猷館の後輩である山座円次郎である。
その後、フランス公使館が大使館に昇格した明治39年（1906年）1月に、初代駐フランス特命全権大使に任命される。明治40年（1907年）6月、日仏協約を締結し、同年、積年の功が認められ男爵位を授けられた。明治44年（1911年）8月、日仏通商航海条約の調印を果たし、ここに全ての列強との関税自主権が回復したことにより不平等条約の改正が完了する。
明治45年（1912年）に帰国し、同年3月に子爵位を授けられ、大正2年（1913年）11月に退官。昭和7年（1932年）1月には枢密顧問官に就任している。
昭和12年（1942年）に死去。長男の斎次郎が襲爵した。墓所は横浜市鶴見区の總持寺にある。

## 家族
六男の栗野義六郎は日立製作所技師。その岳父に俵孫一。

## 栄典
位階
- 1884年（明治17年）9月30日 - 従六位[5]
- 1887年（明治20年）3月25日 - 正六位[6]
- 1891年（明治24年）7月17日 - 従四位[7]
- 1895年（明治28年）10月31日 - 正四位[8]
- 1900年（明治33年）12月27日 - 従三位[9]
- 1907年（明治40年）5月31日 - 正三位[10]
- 1914年（大正3年）6月10日 - 従二位[11]
- 1927年（昭和2年）12月1日 - 正二位[12]

爵位
- 1907年（明治40年）9月14日 - 男爵[13]
- 1912年（明治45年）3月18日 - 子爵[14]

勲章等
| 受章年                     | 略綬 | 勲章名                   | 備考 |
| -------------------------- | ---- | ------------------------ | ---- |
| 1889年（明治22年）11月29日 |      | 大日本帝国憲法発布記念章 |      |
| 1893年（明治26年）12月28日 |      | 勲四等瑞宝章             |      |
| 1895年（明治28年）4月20日  |      | 勲二等旭日重光章         |      |
| 1902年（明治35年）12月28日 |      | 勲一等瑞宝章             |      |
| 1906年（明治39年）4月1日   |      | 旭日大綬章               |      |
| 1912年（大正元年）8月1日   |      | 韓国併合記念章           |      |
| 1915年（大正4年）11月10日  |      | 大礼記念章（大正）       |      |
| 1937年（昭和12年）11月15日 |      | 旭日桐花大綬章           |      |

外国勲章佩用允許
| 受章年                     | 国籍           | 略綬 | 勲章名                                               | 備考 |
| -------------------------- | -------------- | ---- | ---------------------------------------------------- | ---- |
| 1891年（明治24年）11月6日  | ハワイ王国     |      | カビオラニー高級第二等勲章                           |      |
| 1892年（明治25年）8月13日  | ドイツ帝国     |      | 赤鷲第二等乙級勲章                                   |      |
| 1894年（明治27年）3月7日   | オスマン帝国   |      | 美治慈恵第二等勲章                                   |      |
| 1894年（明治27年）8月8日   | シャム王国     |      | 王冠第一等勲章                                       |      |
| 1897年（明治30年）9月29日  | イタリア王国   |      | 王冠第一等勲章                                       |      |
| 1897年（明治30年）11月19日 | ポルトガル王国 |      | ヴィラ・ヴィソーザ無原罪の聖母騎士団勲章グランクロワ |      |
| 1902年（明治35年）12月26日 | ロシア帝国     |      | 神聖アンナ第一等勲章                                 |      |
| 1909年（明治42年）7月27日  | フランス共和国 |      | レジオンドヌール勲章グランクロア                     |      |
| 1909年（明治42年）7月27日  | フランス共和国 |      | ヂュメリットアグリコル勲章コマンドール               |      |

## エピソード
明治37年（1904年）2月5日、駐ロシア公使であった栗野は、書記官を通じてロシア外務省に最後通牒を出した。その前日には宮廷で観劇会があり、栗野は「出かけるのが実に嫌だった」が、皇帝の招待なので断る訳にもゆかず出席した。応接間のただならぬ雰囲気を察し、支那公使やフランス参事官などは「大変なことでも起ったのか」「何もかもおしまいですな」などと栗野に話しかけたという。
また、いつもであれば公使には形式的な挨拶しかしない皇帝が、この日に限って栗野と長時間話をしていった。イギリス大使などは「皇帝は今晩は大変長く話をされたね」と言ってきた程であったという。栗野は「果してその時皇帝が国交断絶のことを知っておられたかどうかは知らぬが、非常に心苦しかった」と述懐している。

## 演じた俳優
- 利重剛 - NHKスペシャルドラマ『坂の上の雲』（2009年11月29日〜2011年12月25日）3部構成、全13話。
- 郷ひろみ - 『天皇の料理番』（2015年4月期、TBS）役名は「粟野慎一郎」